# Metiskow
Metiskow est un hameau (hamlet) de Provost No 52, situé dans la province canadienne d'Alberta.